# Billy Stewart
Pour les articles homonymes, voir William Stewart et Stewart.
Billy Stewart, né le 24 mars 1937 à Washington, D.C. et mort le 17 janvier 1970 en Caroline du Nord, est un chanteur et un pianiste Afro-Américain de jazz et de scat des années 1960. Il a notamment interprété avec succès I Do Love You (en), Sitting in the Park (en) et Summertime. Il est mort à 32 ans dans un accident de la route (sa voiture est tombée dans la Neuse).

## Biographie
Stewart a commencé à chanter à 12 ans avec ses trois jeunes frères Johnny, James et Frank, sous le nom des Four Stewart Brothers ; ils ont ensuite eu pendant cinq ans leur propre émission de radio dominicale sur WUST (en), une radio affiliée au Black Information Network (en) à Washington, DC. Il était diplômé d'Armstrong High School (aujourd'hui Friendship Armstrong Academy (en) à Washington).
Stewart est passé de la musique religieuse à la musique profane en chantant de temps en temps pour les Rainbows, un groupe vocal du district de Columbia dirigé par la future star de la soul Don Covay. C'est grâce aux Rainbows que Stewart a rencontré un autre chanteur en devenir, Marvin Gaye. On met au crédit du pionnier du Rock 'n' roll Bo Diddley d'avoir découvert Stewart au piano à Washington et de l'avoir engagé comme musicien de studio.
En 1955, Stewart a signé un contrat avec le label de Diddley, Chess Records, et Diddley a joué de la guitare sur son enregistrement de 1956 de Billy's Blues. Gros succès dans la région de Los Angeles, Billy's Blues a atteint le top 25 des ventes dans le magazine Variety. Stewart est ensuite passé chez Okeh Records, où il a enregistré Billy's Heartache, avec The Marquees (en), un autre groupe de la région de Washington où chantait Marvin Gaye.
Revenu chez Chess Records au début des années 1960, Stewart a commencé à travailler avec son responsable A&R, l'auteur-compositeur Billy Davis (en). Il a enregistré une chanson titrée Fat Boy et a aussi eu du succès avec ses enregistrements de Reap What You Sow et Strange Feeling, qui sont tous deux entrés dans le Hot 100 du magazine Billboard et dans le Top 30 du classement R&B.
Les gros succès n'étaient pas loin et en 1965, Stewart  a enregistré deux chansons de sa composition, I Do Love You (en) (#6 R&B, #26 Pop), où son frère Johnny Stewart chantait dans le chœurs avec son partenaire James English, et Sitting in the Park (en) (#4 R&B, #24 Pop). Sa technique d'improvisation particulière à base de redoublements, de scat et de trilles a rendu son style unique dans les années 1960.
En 1966, Stewart a enregistré un LP, Unbelievable. Le premier single de cet album était son interprétation radicale du morceau de George Gershwin Summertime, qui a atteint le Top 10 à la fois dans les classements pop et R&B. Le single suivant a été sa reprise du succès de Doris Day Secret Love (en), qui a atteint le Top 30 pop et raté de peu le Top 10 du classement R&B.
Stewart a continué à enregistrer pour Chess Records jusqu'à la fin des années 1960, avec moins de succès. Ses problèmes de poids se sont aggravés et il a commencé à avoir du diabète. Il a été légèrement blessé dans un accident de moto en 1969.

### Santé et décès
Le surpoids de Stewart lui a causé des problèmes de santé, culminant avec le diabète, une maladie qui a peut-être contribué à son accident de moto de 1969.
Il est mort dans un accident de voiture le 17 janvier 1970, deux mois avant son 33e anniversaire. L'accident s'est produit en plein jour, au moment où la Ford Thunderbird qu'il conduisait approchait d'un pont sur la Neuse près de Smithfield, en Caroline du Nord, sans doute sur l'Interstate 95. La voiture a quitté sa file, traversé la bande centrale, heurté la culée du pont et plongé dans la rivière, tuant Stewart et ses trois passagers sur le coup. Ceux-ci étaient des membres du groupe de Stewart : Norman P. Rich de Washington D.C., 39 ans, William Cathey de Charlotte (Caroline du Nord), 32 ans, et Rico Hightower de Newark (New Jersey), 22 ans. Ils se rendaient à un nightclub de Columbia (Caroline du Sud) où ils devaient donner un concert. La voiture avait été achetée 12 jours avant et n'avait que 1 400 miles au compteur au moment de l'accident.
Stewart a été enterré au National Harmony Memorial Park (en) à Landover (Maryland), dans le Maryland.
Sa femme et exécutrice testamentaire Sarah Stewart a attaqué Ford en justice, affirmant qu'un problème mécanique était la cause de l'accident. Le premier procès a été gagné par Ford, mais la cour a statué en appel que le refus de la première cour de donner deux instructions requises était une erreur et a annulé sa décision. Le cas a ensuite été réglé par un accord privé.

## Discographie

### Singles
- Chess 1625: "Billy's Blues" / "Billy's Blues" (3/1956, with Bo Diddley & His Band)
- Okeh 4-7095:  "Baby, You're My Only Love" / "Billy's Heartache" (1957 with Bo Diddley, backed by The "Marquees")
- Chess 1820: "Reap What You Sow" / "Fat Boy" (1962) - Billboard #18 R&B, #79 pop
- Chess 1835: "True Fine Lovin'" / "Wedding Bells" (1962)
- Chess 1852: "Scramble" / "Oh My, What Can The Matter Be" (1963)
- Chess 1868: "Strange Feeling" / "Sugar And Spice" (1963) - #25 R&B, #70 pop
- Chess 1888: "A Fat Boy Can Cry" / "Count Me Out" (1964)
- Chess 1905: "Tell It Like It Is" / "My Sweet Senorita" (1964)
- Chess 1922: "I Do Love You" / "Keep Loving" (1965) - #6 R&B, #26 pop
- Chess 1932: "Sitting In The Park" / "Once Again" (1965) - #4 R&B, #24 pop
- Chess 1941: "How Nice It Is" / "No Girl" (1965)
- Chess 1948: "Because I Love You" / "Mountain Of Love" (1965)
- Chess 1960: "Love Me" / "Why Am I Lonely" (1966) - #38 R&B
- Chess 1965: "Summertime" / "I do love you" (1965)
- Chess 1978: "Secret Love" / "Look Back And Smile" (1967) - #11 R&B, #29 pop
- Chess 1991: "Every Day I Have the Blues" / "Ol' Man River" (1967) - #41 R&B, #79 pop
- Chess 2002: "Cross My Heart" / "Why (Do I Love You So)?" (1968) - #34 R&B, #86 pop / #49 R&B
- Chess 2053: "Tell Me The Truth" / "What Have I Done?" (1968) - #48 R&B
- Chess 2063: "I'm In Love" / "Crazy 'Bout You, Baby" (1969)
- Chess 2080: "By the Time I Get to Phoenix" / "We'll Always Be Together"  (1969)

### Albums
- Chess 1496: I Do Love You (1965) (Billboard #97)
- Chess 1499: Unbelievable (1965) (Billboard #138)
- Chess 1513: Billy Stewart Teaches Old Standards New Tricks (1967)
- Chess 1547: Remembered (1969)
- Sugar Hill/Chess CH-8401:  The Greatest Sides (1982)